# Василенко, Артём Владимирович
Артём Влади́мирович Василе́нко (8 декабря 1989, Харьков) — украинский дзюдоист полусредней весовой категории, выступает за сборную Украины начиная с 2009 года. Участник летних Олимпийских игр в Лондоне, чемпион Европы в командном зачёте, победитель многих турниров национального и международного значения. Мастер спорта Украины международного класса. Выпускник экономического факультета Харьковского университета.

## Биография
Артём Василенко родился 8 декабря 1989 года в городе Харькове Украинской ССР. Активно заниматься дзюдо начал с раннего детства, проходил подготовку в харьковском спортивном клубе «Динамо-МОН» под руководством тренеров Геннадия Маханькова и Михаила Наливайченко.
Впервые заявил о себе в сезоне 2007 года, когда стал чемпионом Украины среди юниоров в полусредней весовой категории, одержал победу на юниорском международном турнире класса «А» в Киеве и получил бронзу на чемпионате Европы среди юниоров в Праге. Год спустя вновь выиграл украинское национальное первенство, победил на юниорском европейском первенстве в Варшаве, дошёл до финала на юниорском первенстве мира в Бангкоке.
Первого серьёзного успеха на взрослом международном уровне добился в 2009 году, когда попал в основной состав украинской национальной сборной и дебютировал в зачёте Кубка мира, в частности на этапе в Бухаресте завоевал бронзовую медаль. На чемпионате Украины следующего сезона был в полусреднем весе вторым, уступив в финале более опытному Виктору Савинову. Получил бронзу на гран-при Абу-Даби, тогда как на этапах Кубка мира попасть в число призёров не смог. В 2011 году в командном зачёте одержал победу на чемпионате Европы в Стамбуле, взял бронзу на гран-при Баку, пробился в финал на этапе мирового кубка в Бухаресте, выступил на чемпионате мира в Париже, где занял в своём весовом дивизионе седьмое место.
В 2012 году Василенко побывал на европейском первенстве в Челябинске, откуда привёз награду бронзового достоинства, выигранную в командной дисциплине. Благодаря череде удачных выступлений удостоился права защищать честь страны на летних Олимпийских играх в Лондоне — уже в стартовом поединке, тем не менее, иппоном потерпел поражение от казаха Ислама Бозбаева и лишился тем самым всяких шансов на попадание в число призёров.
После неудачной лондонской Олимпиады Артём Василенко остался в основном составе дзюдоистской команды Украины и продолжил принимать участие в крупнейших международных турнирах. Так, в 2013 году он занял седьмое место на гран-при Ташкента и на Кубке Европы в Зиндельфингене, стал пятым на гран-при Алма-Ата. В 2014 и 2015 годах неизменно выигрывал чемпионаты Украины по дзюдо в полусредней весовой категории.
За выдающиеся спортивные достижения удостоен почётного звания «Мастер спорта Украины международного класса».